# Mapa Global
Mapa Global es un conjunto de mapas digitales que cubren exactamente el mundo entero para expresar el estado del medio ambiente mundial. Se desarrolla a través de la cooperación de las organizaciones cartográficas nacionales en el mundo. Una iniciativa para desarrollar el Mapa Global marco de la cooperación internacional, el Proyecto de Cartografía Global, fue defendida en 1992 por el Ministerio de la Construcción, Japón (MOC) en el momento (el actual Ministerio de Tierra, Infraestructura, Transporte y Turismo, Japón-MLIT).

## Visión de conjunto
Mapa Global es una información geoespaciales digitales en la resolución de un kilómetro que cumpla las siguientes condiciones:
1. Cubrir la superficie entera del globo
2. En las especificaciones consistentes
3. Fácilmente accesible por cualquier persona en el costo marginal

El mundial de la información geoespacial desarrollado como Mapa Global se compone principalmente de las capas temáticas siguientes:
- transporte
- límite
- drenaje
- Centros de Población
- elevación
- Vegetación (porcentaje de cobertura Árbol)
- Land Cover
- uso de la Tierra

## Historia del Proyecto Mapa Global
Desde la Conferencia de Naciones Unidas sobre el Medio Humano en 1972, los problemas ambientales mundiales han reconocido como un problema que es común a la humanidad. "La Conferencia de las Naciones Unidas sobre el Medio Ambiente y el Desarrollo (Cumbre de la Tierra)" en Brasil en 1992 adoptó "un plan de acción de la humanidad para el desarrollo sostenible. Programa 21" Programa 21 describe en muchas partes la importancia de la información para la toma de decisiones de forma apropiada hacer frente a los problemas ambientales mundiales. Información geoespacial Especialmente es considerado como crítico.
En respuesta a los objetivos de la Programa 21 y en el reconocimiento de la necesidad de una nueva contribución al desarrollo de la información geoespacial, el MOC en ese momento (la actual MLIT) abogó, en el mismo año, el Proyecto de Cartografía Global, una iniciativa de cooperación internacional el desarrollo de la información geoespacial global para comprender la situación actual y los cambios del entorno global. Este concepto fue presentado en la Quinta Conferencia Cartográfica Regional de las Naciones Unidas para las Américas en Nueva York en 1993. Al mismo tiempo, la resolución pidiendo la promoción del desarrollo de datos geoespaciales globales fue adoptado en esta conferencia. Después de esta conferencia, una resolución similar, fue adoptada en Decimotercera Conferencia Cartográfica Regional de las Naciones para Asia y el Pacífico en Beijing en 1994.
En 1996, el Comité Directivo Internacional para el Mapa Global (ISCGM, por sus siglas en inglés), que consta de los jefes o sus equivalentes de ONM, se creó para promover el proyecto de cartografía mundial. Así, el mecanismo para la promoción internacional se formó. La Autoridad de Información Geoespacial de Japón (GSI) ha estado sirviendo como secretaría del ISCGM. Al año siguiente, en 1997, que era de cinco años después de la Cumbre de la Tierra, el decimonoveno período extraordinario de la Asamblea General de las Naciones Unidas (19 de UNGASS) se llevó a cabo. En el párrafo 112 de la resolución, adoptada por la UNGASS 19, la importancia de un entorno propicio para mejorar las capacidades nacionales y las capacidades para la recolección y procesamiento de información, especialmente en los países en desarrollo, para facilitar el acceso público a la información sobre cuestiones ambientales mundiales se mencionó junto con la descripción de mencionar la importancia de la cooperación internacional, incluida la cartografía mundial, como un medio para desarrollar el entorno de apoyo.
Como resultado de este movimiento, en 1998, una carta de recomendación para participar en el proyecto de cartografía mundial fue enviado de las Naciones Unidas para ONM de los respectivos países en el mundo.
Además, en la Cumbre Mundial sobre el Desarrollo Sostenible (Cumbre de la Tierra de Johannesburgo), celebrada en 2002, la cartografía mundial se incluyó en el Plan de Aplicación.